# 지방도 제710호선
지방도 제710호선은 전북특별자치도 부안군 줄포면 줄포리 줄포사거리에서 정읍시 고부면 고부리 고부삼거리를 잇는 전북특별자치도의 지방도이다. 전 구간 왕복 4차선 도로로 구성되어 있는 것이 특징이다.

## 연혁
- 2008년 2월 1일 : 줄포 ~ 신흥간 도로(부안군 줄포면 줄포리 ~ 정읍시 고부면 신흥리) 4.83km 구간 개통[1]
- 2009년 9월 1일 : 고부 ~ 신흥간 도로(정읍시 고부면 신흥리 ~ 고부리) 4.56km 구간 확장 개통[2]

## 주요 경유지
- 부안군
  - 줄포면 줄포사거리 - 줄포공용정류장 - 줄포리 - 장동리 - 장동육교 - 줄포 나들목 - 대동리 - 파산리

- 정읍시
  - 고부면 신흥교차로 - 고부천교 - 관청사거리 - 청룡사거리 - 고부 교차로 - 해정사거리 - 만화삼거리 - 고부삼거리

## 도로명
- 부안군 줄포면 줄포사거리 ~ 줄포리 : 줄포중앙로
- 부안군 줄포면 줄포리 ~ 파산리 : 주을로
- 부안군 줄포면 파산리 ~ 정읍시 고부면 고부삼거리 : 영주로